# La Capella Reial de Catalunya
La Capella Reial de Catalunya è un gruppo spagnolo di musica antica.